# Saint-Blin
Saint-Blin é uma comuna francesa na região administrativa de Grande Leste, no departamento de Haute-Marne. Estende-se por uma área de 22,33 km². Em 2010 a comuna tinha 376 habitantes (densidade: 16,8 hab./km²).